# Halowe Mistrzostwa Świata w Lekkoatletyce 2010 – bieg na 1500 m mężczyzn
Bieg na 1500 m mężczyzn – jedna z konkurencji rozgrywanych podczas 13. Halowych Mistrzostw Świata w hali Aspire Dome w Dosze.
Wymagane minimum A do udziału w mistrzostwach świata wynosiło 3:42.50 lub 4:00.00 w przypadku biegu na milę (uzyskane w hali), bądź - 3:34.50 lub 3:52.00 w przypadku biegu na milę (na stadionie). Eliminacje odbyły się 12 marca, a finał zaplanowano na drugi dzień mistrzostw.

## Terminarz
| Data          | Godzina | Runda      |
| ------------- | ------- | ---------- |
| 12 marca 2010 | 15:45   | Eliminacje |
| 13 marca 2010 | 17:45   | Finał      |

## Rezultaty
| Poz. - pozycja \| CR - rekord mistrzostw \| NR - rekord kraju                                      |
| PB - rekord życiowy \| SB - najlepszy wynik w sezonie \| X - próba spalona \| – - pominięcie próby |

### Eliminacje
W rundzie eliminacyjnej zawodników podzielono na trzy grupy. Do finały awansowało bezpośrednio 2 pierwszych zawodników z każdego biegu (Q) oraz dodatkowo 5, którzy we wszystkich biegach uzyskali najlepsze czasy wśród przegranych (q).
| Pozycja | Bieg | Zawodnik                    | Reprezentacja     | Czas    | Uwagi |
| ------- | ---- | --------------------------- | ----------------- | ------- | ----- |
| 1       | 3    | Abdalaati Iguider           | Maroko            | 3:37.14 | Q     |
| 2       | 3    | Mekonnen Gebremedhin        | Etiopia           | 3:38.90 | Q     |
| 3       | 3    | Garrett Heath               | Stany Zjednoczone | 3:39.25 | q, PB |
| 4       | 3    | Mahiedine Mekhissi-Benabbad | Francja           | 3:39.63 | q     |
| 5       | 2    | Deresse Mekonnen            | Etiopia           | 3:39.66 | Q     |
| 6       | 1    | Amine Laâlou                | Maroko            | 3:39.96 | Q, PB |
| 7       | 2    | Diego Ruiz                  | Hiszpania         | 3:40.00 | Q     |
| 8       | 2    | Haron Keitany               | Kenia             | 3:40.04 | q     |
| 9       | 1    | Juan Van Deventer           | Południowa Afryka | 3:40.07 | Q     |
| 10      | 1    | Gideon Gathimba             | Kenia             | 3:40.08 |       |
| 11      | 1    | Abdelkader Bakhtache        | Francja           | 3:40.49 |       |
| 12      | 3    | Adrian Blincoe              | Nowa Zelandia     | 3:40.50 | PB    |
| 13      | 1    | Álvaro Rodríguez            | Hiszpania         | 3:40.96 |       |
| 14      | 2    | Will Leer                   | Stany Zjednoczone | 3:42.16 |       |
| 15      | 2    | Tim Bayley                  | Wielka Brytania   | 3:42.57 |       |
| 16      | 3    | Goran Nava                  | Serbia            | 3:42.79 |       |
| 17      | 1    | Bruno Albuquerque           | Portugalia        | 3:44.32 |       |
| 18      | 2    | Peter van der Westhuizen    | Południowa Afryka | 3:45.76 |       |
| 19      | 1    | Christian Klein             | Niemcy            | 3:46.14 |       |
| 20      | 3    | Christian Obrist            | Włochy            | 3:46.33 |       |
| 21      | 1    | Abubaker Ali Kamal          | Katar             | 3:46.51 |       |
| 22      | 2    | Thamer Kamal Ali            | Katar             | 3:49.64 |       |
| 23      | 2    | Alex Ngouari-Mouissi        | Kongo             | 4:02.55 | PB    |
| 24      | 2    | Ajmal Amirov                | Tadżykistan       | 4:03.75 | SB    |
| –       | 3    | Belal Mansoor Ali           | Bahrajn           | DNS     |       |

### Finał
| Pozycja | Zawodnik                    | Reprezentacja     | Wynik   | Uwagi |
| ------- | --------------------------- | ----------------- | ------- | ----- |
|         | Deresse Mekonnen            | Etiopia           | 3:41.86 |       |
|         | Abdalaati Iguider           | Maroko            | 3:41.96 |       |
|         | Haron Keitany               | Kenia             | 3:42.32 |       |
| 4       | Mekonnen Gebremedhin        | Etiopia           | 3:42.42 |       |
| 5       | Amine Laâlou                | Maroko            | 3:42.42 |       |
| 6       | Juan Van Deventer           | Południowa Afryka | 3:43.77 |       |
| 7       | Garrett Heath               | Stany Zjednoczone | 3:43.81 |       |
| 8       | Mahiedine Mekhissi-Benabbad | Francja           | 3:45.22 |       |
| 9       | Diego Ruiz                  | Hiszpania         | 3:52.45 |       |